# Карлови Вари
Карлови Вари (на чешки: Karlovy Vary; на немски: Karlsbad, Карлсбад) е град в Западна Чехия, център на Карловарския край. Население 53 708 души (2008).

## География
Град Карлови Вари се намира в северозападната част на Чехия. Разположен е при водосливането на реките Охрже и Тепла. В областта недалеч се намира Славковският лес и Храдище с характерна флора и фауна.
Градът е известен със своите минерални извори, стъкларска и хранително-вкусова промишленост. Областта е богата на залежи на каолин, от които се получава суровина за производство на порцелан; развита е и индустрия за бутилиране на минерална вода и нейното опаковане.

## История
Приблизително около 1350 г. император Карл IV при своя престой в замъка Локет отишъл да ловува в локетската гора и на мястото на извора основал обществена баня, наречена Horke Lazne u Lokte, която по-късно била преименувана на Карлови Вари. На 14 септември 1370 той дава на селището статут на населено място.
Тук се произвежда известният билков ликьор Бехеровка.
През 1929 е открито летище. След Втората световна война голяма част от немското население на града се изселва към Германия. От 1946 се провежда ежегодният Международен филмов фестивал Карлови Вари.

## Население
- 51 537 (2005)
- 53 708 (2008)

## Известни личности
Родени в Карлови Вари
- Виктор Кафка (1881 – 1955), психолог
- Йохан Йозеф Лошмит (1821 – 1895), физик и химик

Починали в Карлови Вари
- Наталия Каравелова (1820 – 1905), българска революционерка